# Andreas Spanring

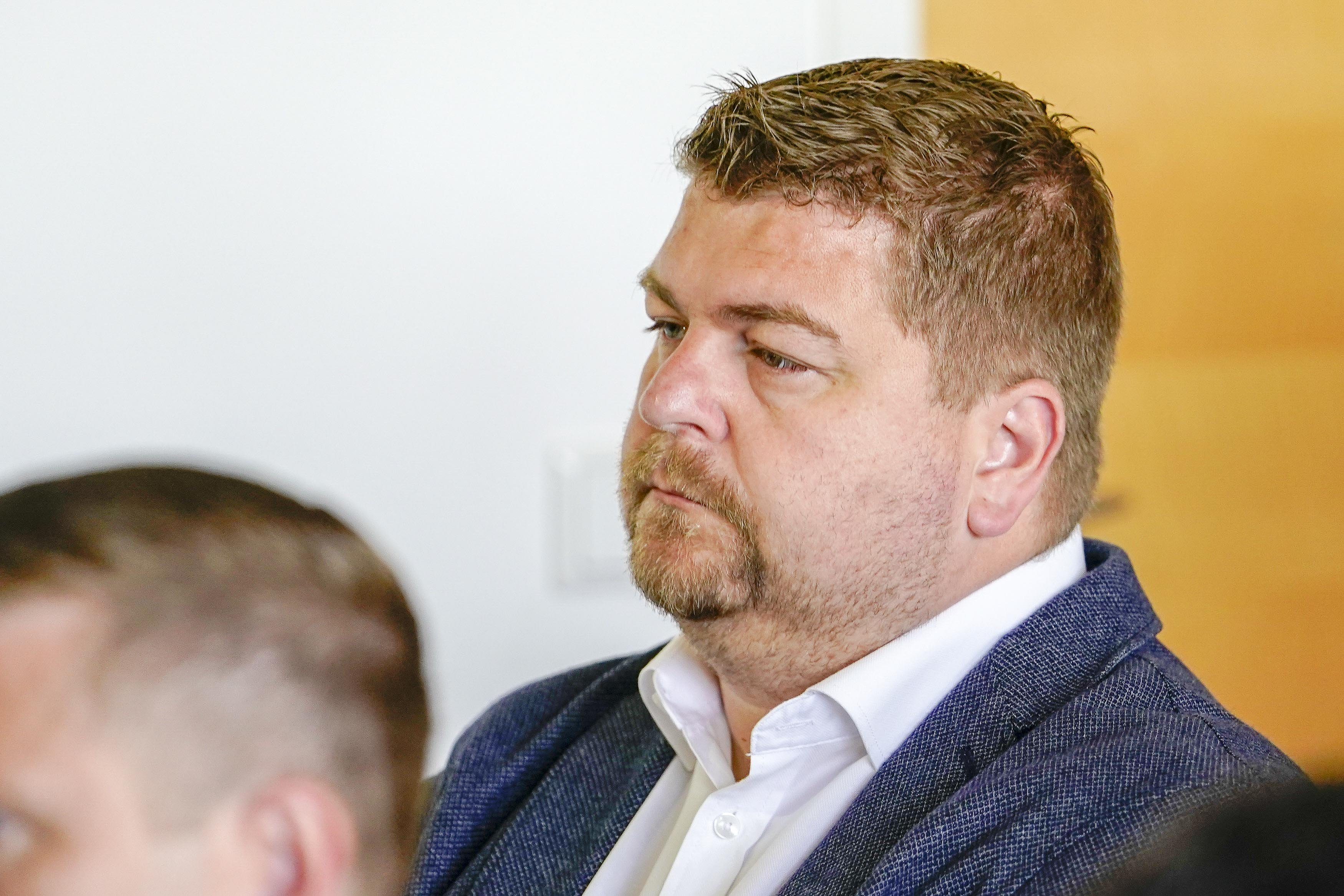
Andreas Spanring

Andreas Arthur Spanring (* 27. September 1978 in Admont, Steiermark) ist ein österreichischer Politiker (FPÖ). Er war Landesgeschäftsführer der FPÖ Niederösterreich.

## Leben
2009 wurde er zum Obmann der FPÖ Sieghartskirchen gewählt. Seit 2010 ist er im Gemeinderat der Marktgemeinde Sieghartskirchen, seit 2015 als geschäftsführender Gemeinderat. Seit dem 22. März 2018 ist er ein vom Landtag Niederösterreich entsandtes Mitglied des Österreichischen Bundesrates.
Im August 2025 folgte ihm Helmut Fiedler als Landesgeschäftsführer der FPÖ Niederösterreich nach.
Andreas Spanring ist ledig und kinderlos.